# Strzemieszyce Wielkie
Strzemieszyce Wielkie (tiếng Hebrew: סצ'אמישיצה ויאלקה) - một huyện (dzielnica) của Dabrowa Gornicza (từ năm 1975) trong Ślaskie, Ba Lan. Nằm giữa các quận Reden và Strz Kẻzyce Małe, trên quốc lộ 94 giữa Katowice và Olkusz.

## Lịch sử
Dấu vết định cư của con người cổ đại có từ thời kỳ văn hóa Lusatian (khoảng năm 700 trước Công nguyên). Các cuộc khai quật được thực hiện vào năm 1996 là minh chứng cho thấy sự tồn tại của một khu định cư thời trung cổ vào thế kỷ thứ 11. Bản ghi chép đầu tiên về tên làng (theo tiếng Latin Strmyeschycze Major) xuất phát từ đầu thế kỷ 14. Ngôi làng thuộc về các giám mục Kraków và được quản lý như một phần của các điền trang Sławków cho đến năm 1790, khi những thứ này được quốc hữu hóa. Sau khi phân vùng lần thứ ba của Ba Lan, Strzemyzyce Wielkie trở thành một phần của tỉnh New Silesia của Phổ. Trường tiểu học đầu tiên được thành lập vào năm 1806. Từ năm 1807 đến 1813, nó thuộc Công tước Warsaw và giữa năm 1815 và 1914 dưới sự cai trị của Nga tại Quốc hội Ba Lan. 

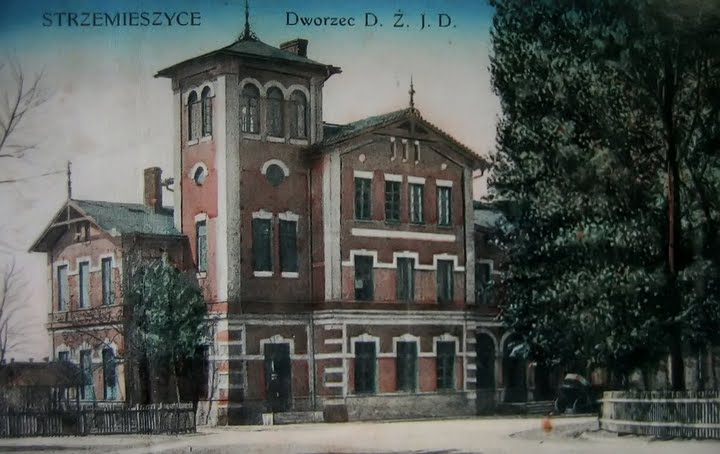
Nhà ga đường sắt Ivangorod (Dęblin) ở Strz Kẻzyce Wielkie (1917)

Năm 1848, một nhà ga đường sắt Warsaw-Vienna được khai trương, sau đó vào năm 1885 bởi một nhà ga của Đường sắt Ivangorod, nối Deblin (tiếng Nga: Ivangorod) và Dąbrowa. Giao điểm của hai tuyến đường sắt quan trọng này đã tạo ra sự phát triển công nghiệp của khu định cư. Giữa thập niên 1870 và 1930, mặc dù là các mỏ than nhỏ (vd "Jakub", "Jakub II", "Lilit", "Siurpryz", "Proreden") hoạt động tại đây. 

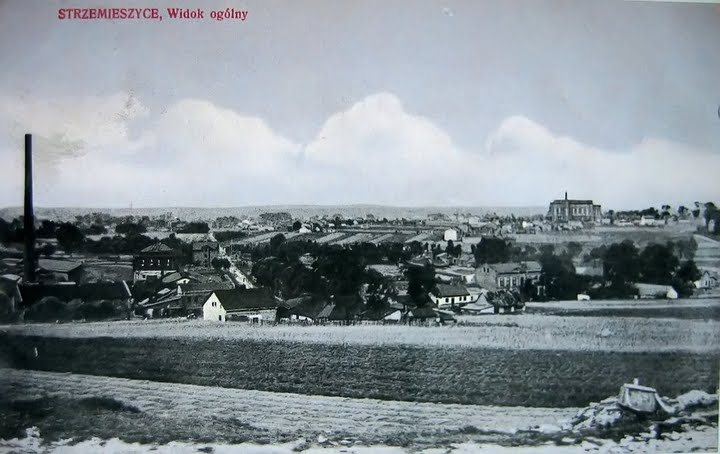
Quang cảnh của Strzemyzyce Wielkie vào đầu thế kỷ 20

Năm 1883, một nhà máy ceresine ("Strem") và năm 1899, một nhà máy superphosphate được thành lập. Giám mục của Kielce Augustyn osiński (1867-1937) đã thành lập một giáo xứ Công giáo La Mã ở Strzemyzyce Wielkie vào tháng 2 năm 1911. Từ 1914 đến 1918, khu định cư thuộc về sự chiếm đóng của người Áo. Người Do Thái bắt đầu định cư ở Strzemyzyce Wielkie vào nửa sau của thế kỷ 19. Năm 1885 trong số 2962 cư dân 125 là người Do Thái (4.2%). Dân số Do Thái tăng lên ca. 20% trong giai đoạn giữa chiến tranh. Trong Chiến tranh thế giới thứ hai, Strzemyzyce Wielkie (dưới tên tiếng Đức Groß Strz Kẻzyce) là trụ sở của một Amtsbezirk Strzemyzyce của Đức, cũng thuộc một số cộng đồng khác (Strzemyzyce Małe, Strz Kẻzyce Folwark, Kazim 

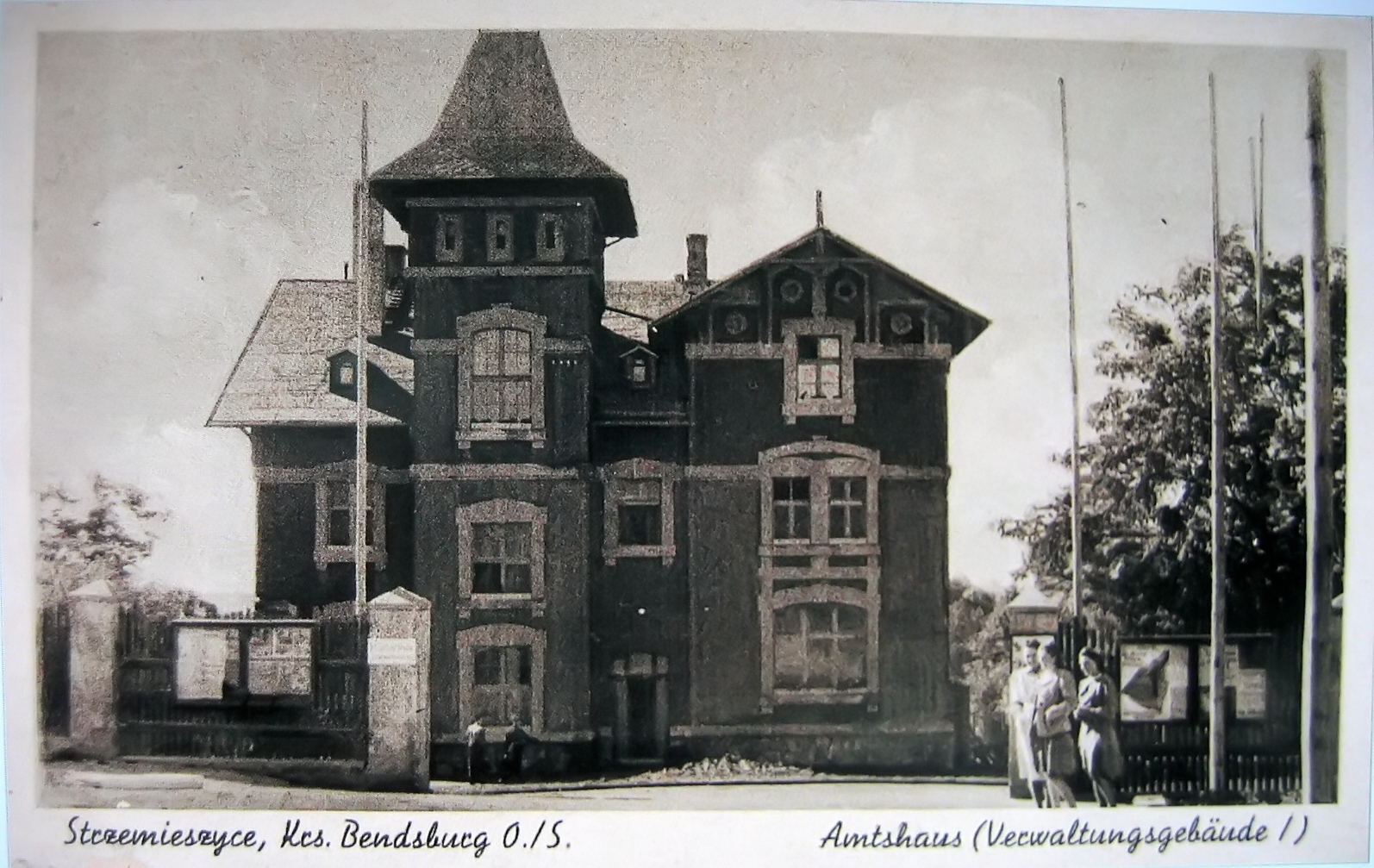
Hội trường làng, khoảng năm 1942

Quyền thị trấn trao cho nơi đây từ năm 1954 đến năm 1975, khi Strzemyzyce Wielkie trở thành một quận của Dąbrowa Górnicza.